# Ngụy Cữu
Ngụy Cữu (chữ Hán: 魏咎, ? – 208 TCN) là vua chư hầu cuối thời nhà Tần trong lịch sử Trung Quốc. Ông tham gia khởi nghĩa chống sự cai trị của nhà Tần và phục hồi nước Ngụy như cục diện thời Chiến Quốc.

## Lên ngôi
Theo Sử ký, Ngụy Cữu là dòng dõi vua nước Ngụy thời Chiến Quốc. Theo ghi nhận của Sử ký, thời còn nước Ngụy, ông được phong là Ninh Lăng quân. Năm 225 TCN, nước Ngụy bị Tần Thủy Hoàng tiêu diệt.
Tháng Bảy âm lịch năm 209 TCN, 900 người lính thú ở nước Sở cũ theo Trần Thắng và Ngô Quảng khởi nghĩa ở làng Đại Trạch chống lại sự cai trị của nhà Tần. Trần Thắng đánh đến đất Trần xưng hiệu là Trương Sở vương, tự lập làm vua Sở. Ngụy Cữu đến Trương Sở gia nhập lực lượng đánh Tần, được phong tước Ninh Lăng quân.
Trần Thắng ở đất Trần sai các tướng đi chiêu hàng các nơi. Một cánh quân do tướng Chu Thị chỉ huy đi về hướng bắc chiêu hàng đất Ngụy, đến đất Địch thì bị Tề vương Điền Đam cản lại. Chu Thị trở về đất Ngụy, muốn lập Ninh Lăng quân Ngụy Cữu làm Ngụy vương.
Người nước Ngụy thấy Chu Thị có công lấy nước Ngụy từ tay nhà Tần, muốn tôn Chu Thị làm Ngụy vương. Nhưng Chu Thị không chịu, sai sứ qua lại chỗ Trần Thắng năm lần, xin lập Ngụy Cữu. Lúc đó các tướng dưới quyền Trần Thắng như Vũ Thần đã xưng vương ở nước Triệu, Hàn Quảng đã xưng vương ở nước Yên. Trần vương bằng lòng lập Ninh Lăng quân làm Ngụy vương, cho Ngụy Cữu về nước.
Ngụy Cữu về nước Ngụy bèn phong Chu Thị làm thừa tướng.

## Mắc nạn ở Lâm Tế
Năm 208 TCN, tướng Tần là Chương Hàm diệt xong Trương Sở bèn mang quân đánh Ngụy. Ngụy vương Cữu mang quân ra Lâm Tế cự địch. Lúc đó Trần Bình ở huyện Dương Vũ đến đầu quân, xin hiến kế nhưng ông không nghe theo. Sau đó vì có người dèm pha, Trần Bình bỏ Lâm Tế, sang theo nước Sở.
Quân Ngụy giao chiến với quân Tần không nổi, phải cố thủ trong thành. Nguỵ Cữu sai Chu Thị tới Tề và Sở cầu viện. Tề vương Điền Đam phái Điền Ba mang quân đi trước, tự mình dẫn quân đi sau. Sở vương cũng phái Hạng Đà mang quân hợp với quân Tề đi cùng Chu Thị về cứu Ngụy.
Chương Hàm đánh bại liên quân Tề, Ngụy và giết chết Chu Thị tại trận. Không lâu sau Tề vương Điền Đam đích thân mang quân đến, cũng bị Chương Hàm đánh úp quân Tề, bắt sống dưới thành Lâm Tế và giết chết.
Quân Tần đánh thành rất gấp. Nước Nguỵ khiếp sợ trước sức mạnh của quân Tần. Ngụy vương Cữu biết không giữ được thành, vì muốn bảo toàn tính mạng của dân trong thành nên nêu điều kiện với Chương Hàm không giết dân để đầu hàng. Chương Hàm chấp nhận điều kiện của Ngụy Cữu.
Thỏa ước xong, Ngụy Cữu  tự thiêu mà chết. Em ông là Ngụy Báo bỏ trốn sang nước Sở.
Về sau Ngụy Báo nhờ nước Sở giúp quân, quay trở lại khôi phục được nước Ngụy. Sử ký ghi nhận cha mẹ ông vẫn còn sống sau khi Ngụy Báo làm vương.